# 岐阜県道69号土岐市停車場細野線
岐阜県道69号土岐市停車場細野線（ぎふけんどう69ごう ときしていしゃじょうほそのせん）は、岐阜県土岐市のJR中央本線土岐市駅と同市鶴里町細野の国道363号交点までを結ぶ県道（主要地方道）である。

## 概要

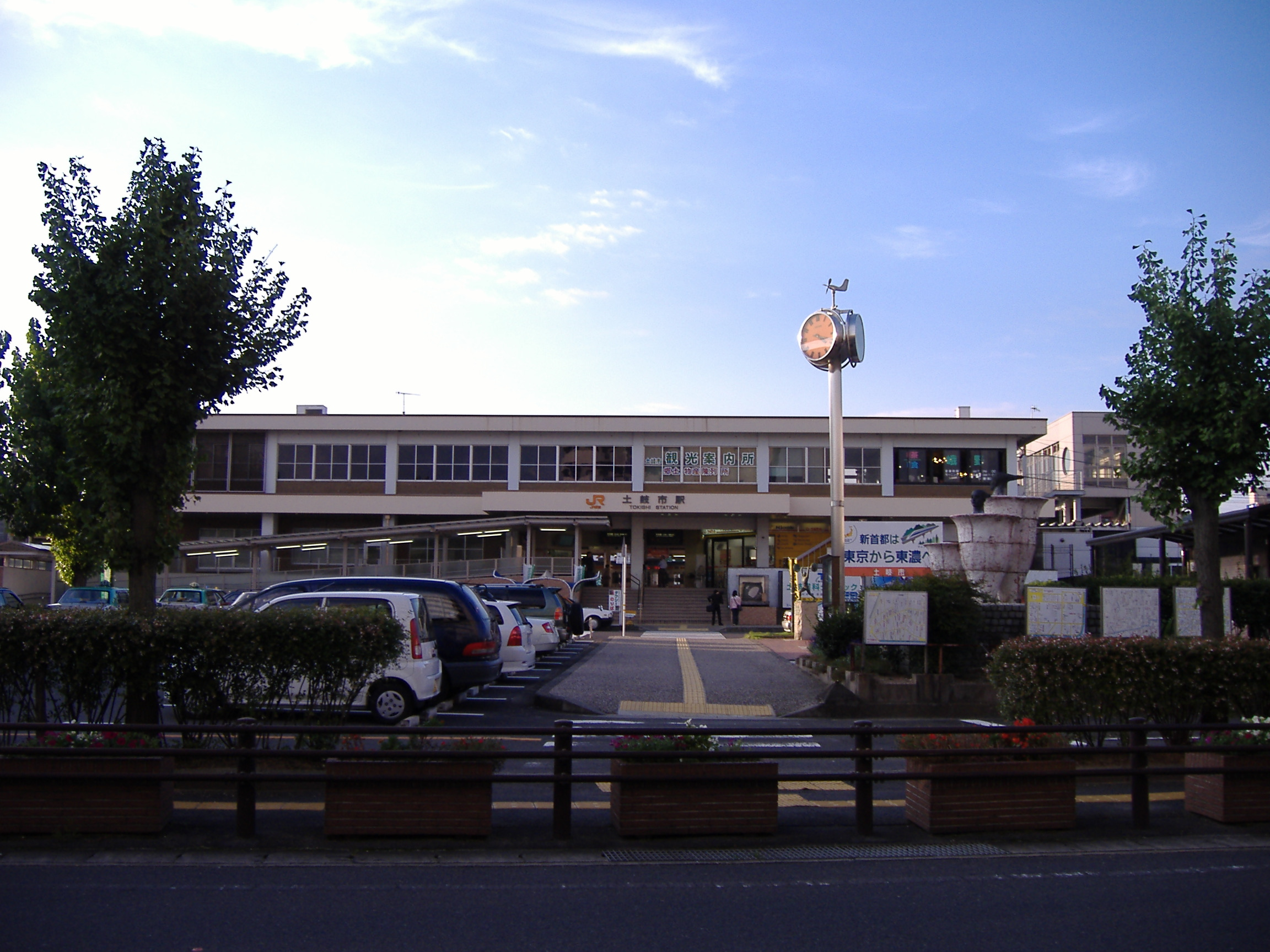
起点であるJR中央本線土岐市駅

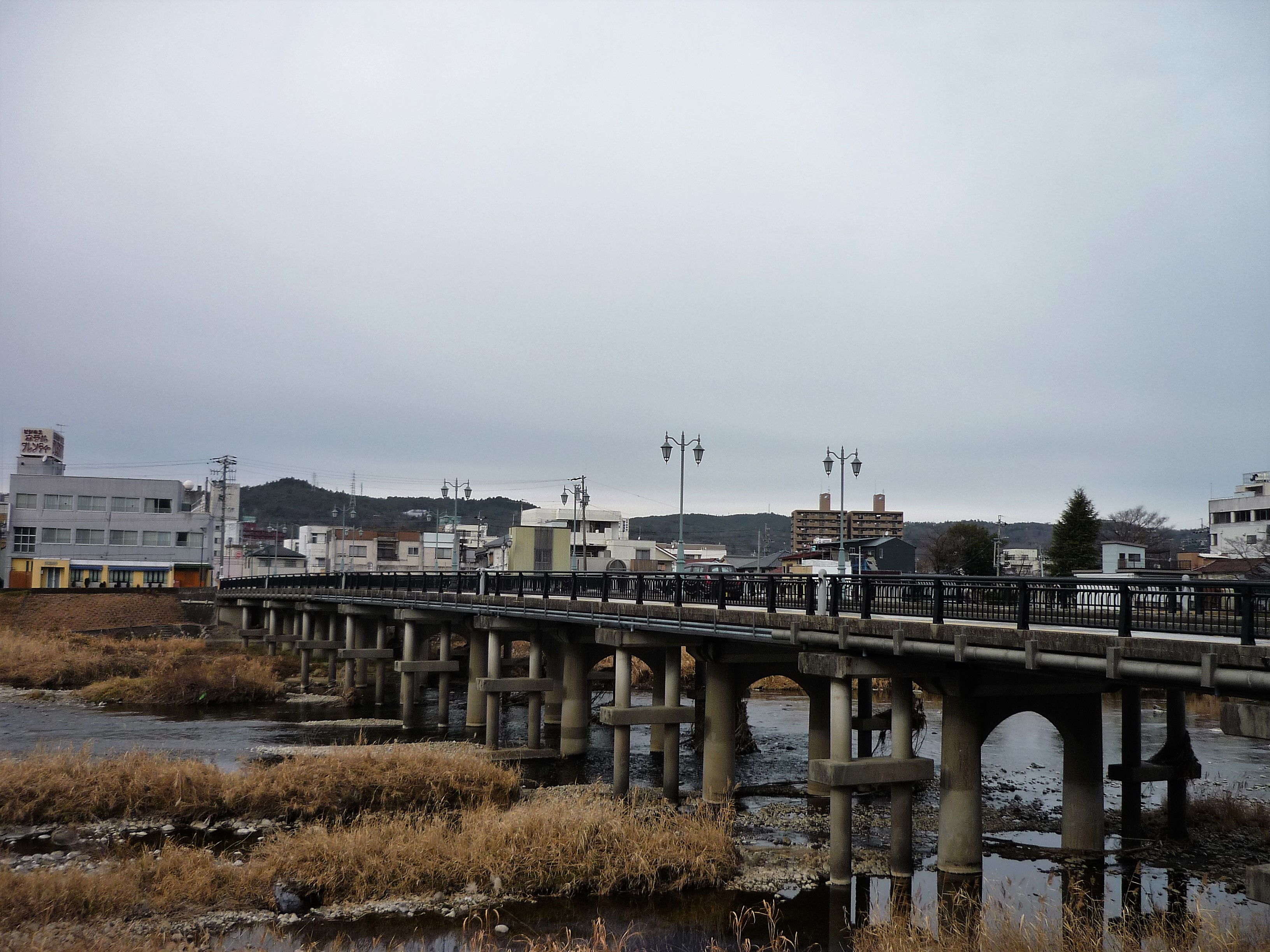
土岐川に架かる中央橋

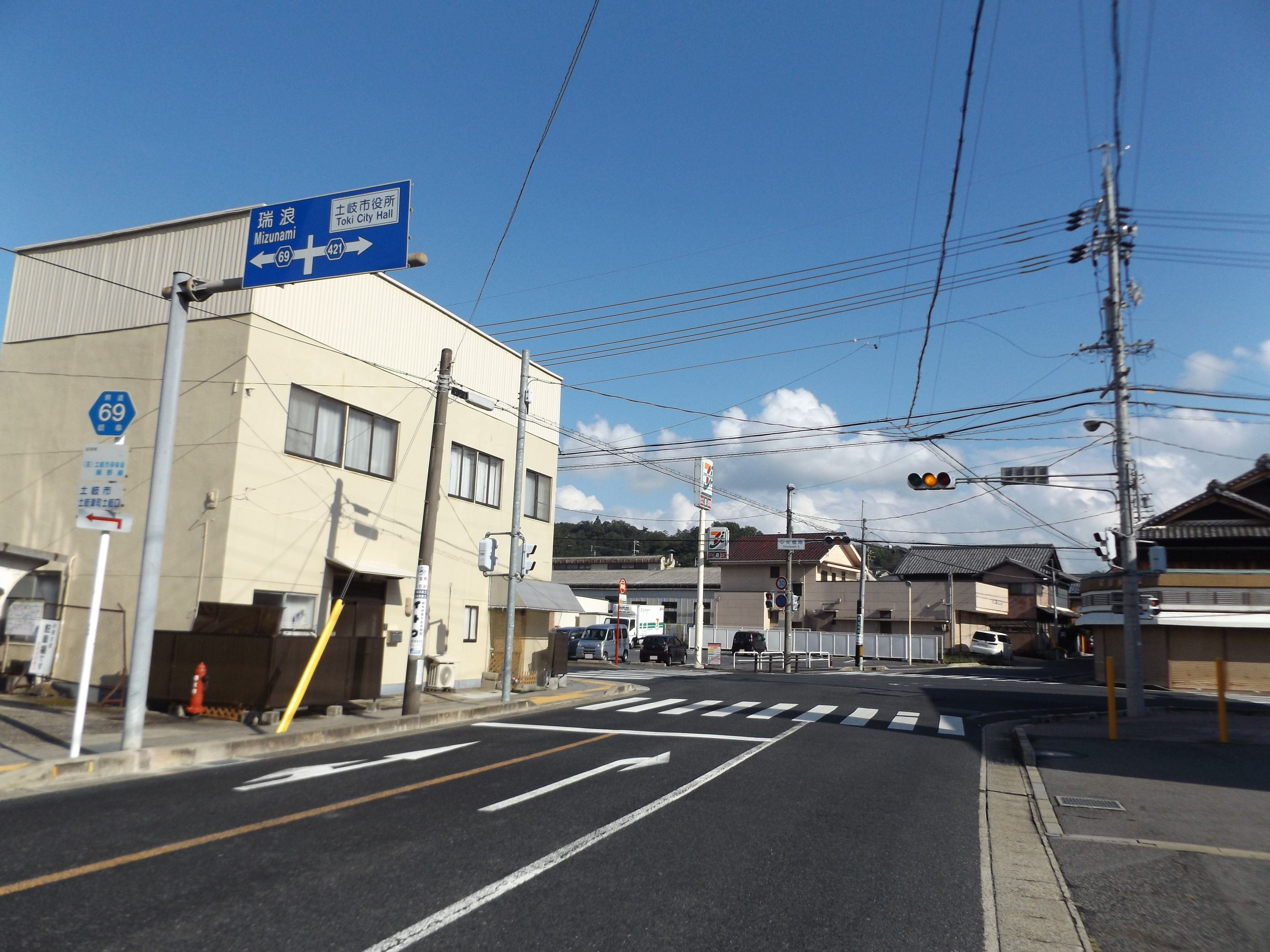
土岐津町土岐口の中央橋南交差点。その名の通り、土岐川に架かる中央橋の南にある。県道421号武並土岐多治見線との交点で、県道69号は手前側から左折して浅野交差点まで県道421号との重複区間となる。

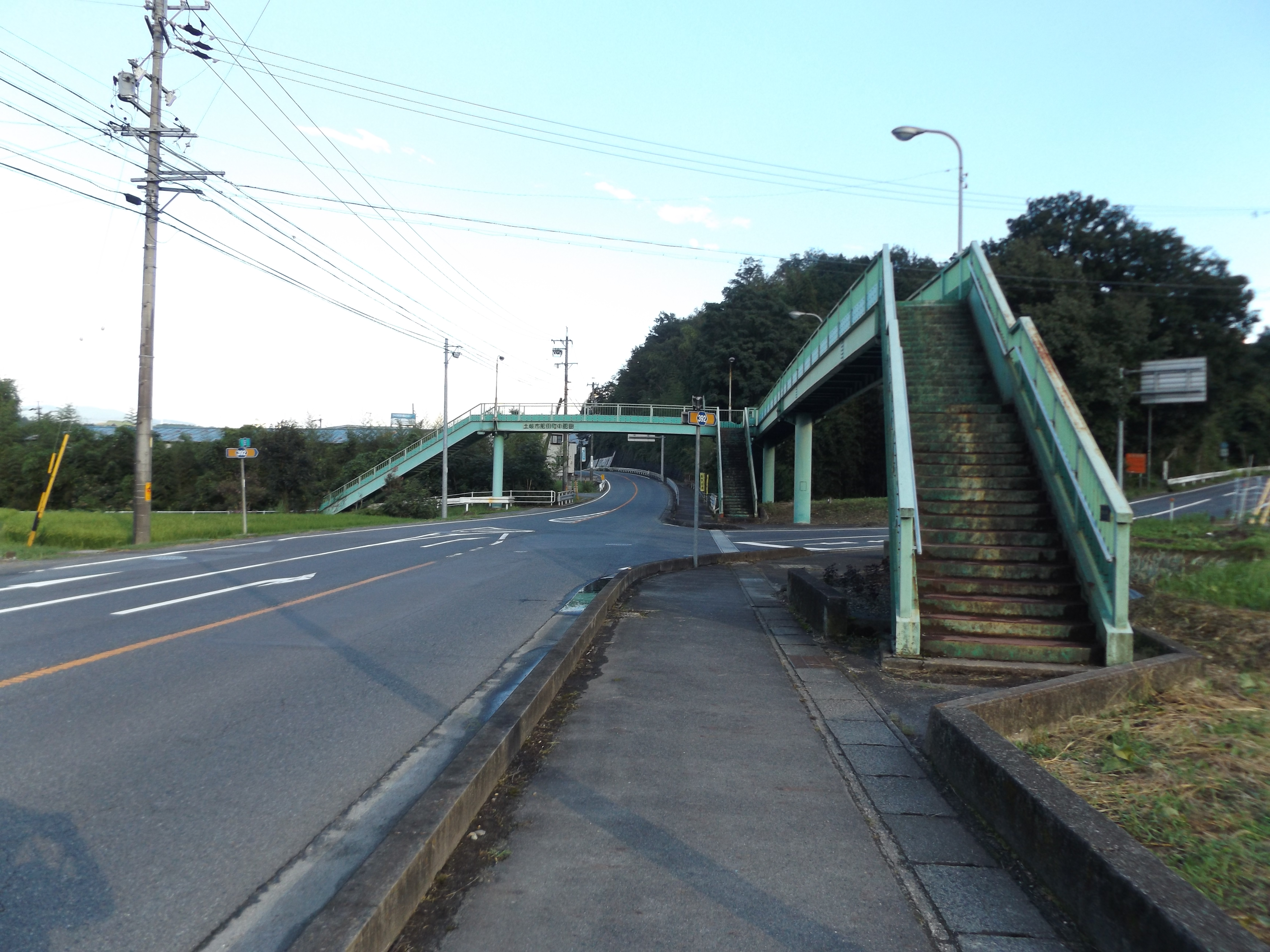
肥田町中肥田にある岐阜県道392号肥田下石線との交点。県道392号はここが起点。

JR土岐市駅南口を始点に南東に向かう。中央橋を経て土岐川を渡り、中央橋南交差点からは東に向かう。浅野交差点で右折し、肥田川沿いに南東方向へ向かう。土岐市肥田町中心部、同市駄知町中心部を通り、同市鶴里町細野の国道363号交点が終点。

### 路線データ
- 起点：岐阜県土岐市 土岐市停車場（岐阜県道385号河合多治見線交点）
- 終点：岐阜県土岐市鶴里町細野（国道363号交点）
- 総延長：約15.27 km
- 実延長：15.075 km[1]

## 歴史
- 1993年（平成5年）5月11日 - 建設省から、県道細野土岐市停車場線が土岐市停車場細野線として主要地方道に指定される[2]。

## 路線状況

### 別名
- 川谷渓谷街道（土岐市）

### 重複区間
- 岐阜県道421号武並土岐多治見線（土岐市 中央橋南交差点・浅野交差点間）

### 道路施設
- 中央橋（土岐川）

## 地理

### 通過する自治体
- 岐阜県
  - 土岐市

### 接続路線
- 岐阜県道385号河合多治見線（土岐市泉町久尻）
- 岐阜県道421号武並土岐多治見線（土岐市土岐津町 中央橋南交差点、肥田町浅野 浅野交差点）
- 岐阜県道392号肥田下石線（土岐市肥田町肥田）
- 岐阜県道66号多治見恵那線（土岐市肥田町肥田）〔市道を通じて接続〕
- 国道363号（土岐市鶴里町細野）

### 周辺
- JR土岐市駅
- 土岐市立肥田中学校
- 土岐市立肥田小学校
- 土岐市役所駄知支所
- 土岐市駄知コミュニティセンター
- 土岐市駄知体育館
- 土岐市立駄知公民館
- 多治見警察署駄知交番
- 土岐市役所曽木支所
- 土岐市立曽木公民館